# Haliclona aperta
Haliclona aperta är en svampdjursart som först beskrevs av Sarà 1960.  Haliclona aperta ingår i släktet Haliclona och familjen Chalinidae. Inga underarter finns listade i Catalogue of Life.